# Lion (film)
Lion je americký dramatický film z roku 2016. Režie se ujal Garth Davis a scénáře Luke Davies. Snímek byl inspirován knihou A Long Way Home od Saroo Brierleyho a Larryho Buttrose. Ve filmu hrají Dev Patel, Rooney Mara, David Wenham, Nicole Kidmanová, Abhishek Bharate, Divian Ladwa, Priyanka Bose, Deepti Naval, Tannishtha Chatterjee, Nawazuddin Siddiqui a Sunny Pawar.
Film měl světovou premiéru na filmovém festivalu v Torontu 10. září 2016. Ve Spojených státech amerických měl premiéru 25. listopadu 2016. V České republice byla premiéra stanovena na 2. března 2017.

## Obsazení
| Dev Patel            | Saroo Brierley                            |
| Sunny Paward         | malý Saroo                                |
| Rooney Mara          | Lucy, Saroova přítelkyně                  |
| David Wenham         | John Brierley, Saroovo adoptivní otec     |
| Nicole Kidmanová     | Sue Brierley, Saroova adoptivní matka     |
| Abhishek Bharae      | Guddu Khan, Saroovo biologický bratr      |
| Divian Ladwa         | Mantosh Brierley, Saroovo adoptivní bratr |
| Priyanka Bose        | Kamla Munshi, Saroova biologická matka    |
| Deepti Naval         | Saroj Sood, zakladatel společnosti ISSA   |
| Tannistha Chatterjee | Noor                                      |
| Nawazuddin Siddiqui  | Rawa                                      |

## Děj
Saroo Brierley, který se v pěti letech ztratit své rodině a byl adoptovaný australskou rodinou, se vydává hledat svojí ztracenou rodinu za pomocí Google Earth.

## Produkce
24. dubna 2013 bylo oznámeno, že Garth Davis se poprvé ujme role režiséra ve filmové adaptaci knihy A Long Way Home od Saroo Brierleyho.Příběh se odehrává okolo pětiletého indického chlapce, který nasedne na špatný vlak a dostane se tak o tisíce mil daleko od rodina. Je adoptovaný australským párem a o 25 let později se za pomocí Google Earth vydává hledat své biologické rodiče. V květnu 2014 The Weinstein Company koupila právu na celosvětovou distribuci za 12 milionů dolarů. Natáčení začalo v lednu 2015 v Kalkatě v Indii, v polovině dubna se natáčení přesunulo do Austrálie.

## Přijetí
Film získal pozitivní recenze od kritiků na filmovém festivalu v Torontu, především byl chválen výkon Kidmanové a Patela. Na recenzní stránce Rotten Tomatoes získal ze 72 započtených recenzí 82 procent s průměrným ratingem 7,2 bodů z deseti. Na serveru Metacritic snímek získal z 31 recenzí 66 bodů ze sta.

## Ocenění
| Ocenění                                       | Datum ceremoniálu  | Kategorie                                | Nominovaný                                                                               | Výsledek  |
| --------------------------------------------- | ------------------ | ---------------------------------------- | ---------------------------------------------------------------------------------------- | --------- |
| AACTA Awards                                  | 6. prosince 2017   | Nejlepší film                            | Lion                                                                                     | vítězství |
| AACTA Awards                                  | 6. prosince 2017   | Nejlepší režie                           | Garth Davis                                                                              | vítězství |
| AACTA Awards                                  | 6. prosince 2017   | Nejlepší adaptovaný scénář               | Luke Davies                                                                              | vítězství |
| AACTA Awards                                  | 6. prosince 2017   | Nejlepší herec v hlavní roli             | Sunny Pawar                                                                              | vítězství |
| AACTA Awards                                  | 6. prosince 2017   | Nejlepší herec ve vedlejší roli          | Dev Patel                                                                                | vítězství |
| AACTA Awards                                  | 6. prosince 2017   | Nejlepší herečka ve vedlejší roli        | Nicole Kidman                                                                            | vítězství |
| AACTA Awards                                  | 6. prosince 2017   | Nejlepší kamera                          | Greig Fraser                                                                             | vítězství |
| AACTA Awards                                  | 6. prosince 2017   | Nejlepší střih                           | Alexandre de Franceschi                                                                  | vítězství |
| AACTA Awards                                  | 6. prosince 2017   | Nejlepší skladatel                       | Volker Bertelmann, Dustin O’Halloran                                                     | vítězství |
| AACTA Awards                                  | 6. prosince 2017   | Nejlepší zvuk                            | James Ashton, Nakul Kamte, Robert Mackenzie, Glenn Newnham, Andrew Ramage, Mario Vaccaro | vítězství |
| AACTA Awards                                  | 6. prosince 2017   | Nejlepší výprava                         | Chris Kennedy                                                                            | vítězství |
| AACTA Awards                                  | 6. prosince 2017   | Nejlepší kostýmy                         | Cappi Ireland                                                                            | vítězství |
| AACTA International Awards                    | 8. ledna 2017      | Nejlepší mezinárodní film                | Lion                                                                                     | nominace  |
| AACTA International Awards                    | 8. ledna 2017      | Nejlepší režie                           | Garth Davis                                                                              | nominace  |
| AACTA International Awards                    | 8. ledna 2017      | Nejlepší herec ve vedlejší roli          | Dev Patel                                                                                | vítězství |
| AACTA International Awards                    | 8. ledna 2017      | Nejlepší herečka ve vedlejší roli        | Nicole Kidman                                                                            | vítězství |
| AACTA International Awards                    | 8. ledna 2017      | Nejlepší scénář                          | Luke Davies                                                                              | nominace  |
| AARP Annual Movies for Grownups Awards        | 6. února 2017      | Nejlepší film                            | Lion                                                                                     | nominace  |
| AARP Annual Movies for Grownups Awards        | 6. února 2017      | Nejlepší mezigenerační film              | Lion                                                                                     | nominace  |
| AARP Annual Movies for Grownups Awards        | 6. února 2017      | Nejlepší herečka ve vedlejší roli        | Nicole Kidman                                                                            | nominace  |
| African-American Film Critics Association     | 8. února 2017      | Nejlepších deset filmů roku              | Lion                                                                                     | 4. místo  |
| Alliance of Women Film Journalists            | 21. prosince 2016  | Nejlepší adaptovaný scénář               | Luke Davies                                                                              | nominace  |
| American Society of Cinematographers          | 4. února 2017      | Nejlepší kamera - film                   | Greig Fraser                                                                             | vítězství |
| Art Directors Guild Awards                    | 11. února 2017     | Nejlepší výprava - moderní film          | Chris Kennedy                                                                            | nominace  |
| ASE Award                                     |                    | Nejlepší střih - film                    | Alexandre de Franceschi                                                                  | vítězství |
| Asia Pacific Screen Awards                    | 24. listopadu 2016 | Nejlepší herec v hlavní roli             | Dev Patel                                                                                | nominace  |
| Asia Pacific Screen Awards                    | 24. listopadu 2016 | Ocenění poroty                           | Sunny Pawar                                                                              | vítězství |
| Austin Film Critics Association               | 28. prosince 2016  | Nejlepší adaptovaný scénář               | Luke Davies                                                                              | nominace  |
| Austin Film Festival                          | 20. října 2016     | Ocenění publika                          | Lion                                                                                     | vítězství |
| Camerimage                                    | 19. listopadu 2016 | Zlatý žabák za nejlepší kameru           | Greig Fraser                                                                             | vítězství |
| Costume Designers Guild Awards                | 21. února 2017     | Nejlepší kostýmy - moderní film          | Cappi Ireland                                                                            | nominace  |
| Critics Choice Awards                         | 11. prosince 2016  | Nejlepší film                            | Lion                                                                                     | nominace  |
| Critics Choice Awards                         | 11. prosince 2016  | Nejlepší herec ve vedlejší roli          | Dev Patel                                                                                | nominace  |
| Critics Choice Awards                         | 11. prosince 2016  | Nejlepší herečka ve vedlejší roli        | Nicole Kidmanová                                                                         | nominace  |
| Critics Choice Awards                         | 11. prosince 2016  | Nejlepší adaptovaný scénář               | Luke Davies                                                                              | nominace  |
| Critics Choice Awards                         | 11. prosince 2016  | Nejlepší skladatel                       | Dustin O'Halloran a Hauschka                                                             | nominace  |
| Critics Choice Awards                         | 11. prosince 2016  | Nejlepší mladý herec/herečka             | Sunny Pawar                                                                              | nominace  |
| Evening Standard British Film Awards          | 8. prosince 2016   | Nejlepší herec                           | Dev Patel                                                                                | nominace  |
| Evening Standard British Film Awards          | 8. prosince 2016   | Mezinárodní film roku                    | Lion                                                                                     | vítězství |
| Filmová cena Britské akademie                 | 12. února 2017     | Nejlepší herec ve vedlejší roli          | Dev Patel                                                                                | vítězství |
| Filmová cena Britské akademie                 | 12. února 2017     | Nejlepší herečka ve vedlejší roli        | Nicole Kidmanová                                                                         | nominace  |
| Filmová cena Britské akademie                 | 12. února 2017     | Nejlepší kamera                          | Greig Fraser                                                                             | nominace  |
| Filmová cena Britské akademie                 | 12. února 2017     | Nejlepší skladatel                       | Dustin O'Halloran a Hauschka                                                             | nominace  |
| Filmová cena Britské akademie                 | 12. února 2017     | Nejlepší adaptovaný scénář               | Luke Davies                                                                              | vítězství |
| Filmový festival v Denveru                    | 13. listopadu 2016 | Ocenění publika za nejlepší film         | Lion                                                                                     | vítězství |
| Filmový festival ve Virginii                  | 6. listopadu 2016  | Ocenění publika za nejlepší film         | Lion                                                                                     | vítězství |
| Filmový festival Heartland                    | 30. října 2016     | Truly Moving Picture Award               | Garth Davis                                                                              | vítězství |
| Hollywood Film Awards                         | 6. listopadu 2016  | Nejlepší herečka ve vedlejší roli        | Nicole Kidman                                                                            | vítězství |
| Hollywood Music in Media Awards               | 17. listopadu 2016 | Nejlepší skladatel                       | Dustin O'Halloran a Hauschka                                                             | nominace  |
| Mill Valley Film Festival                     | 16. října 2016     | Nejoblíbenější film podle publika        | Lion                                                                                     | vítězství |
| Mezinárodní filmový festival v Chicagu        | 27. října 2016     | Ocenění publika                          | Lion                                                                                     | vítězství |
| Mezinárodní filmový festival v Palm Springs   | 2. ledna 2017      | Mezinárodní hvězdné ocenění              | Nicole Kidmanová                                                                         | vítězství |
| Oscar                                         | 26. února 2017     | Nejlepší film                            | Lion                                                                                     | nominace  |
| Oscar                                         | 26. února 2017     | Nejlepší herec ve vedlejší roli          | Dev Patel                                                                                | nominace  |
| Oscar                                         | 26. února 2017     | Nejlepší herec v hlavní roli             | Nicole Kidmanová                                                                         | nominace  |
| Oscar                                         | 26. února 2017     | Nejlepší adaptovaný scénář               | Luke Davies                                                                              | nominace  |
| Oscar                                         | 26. února 2017     | Nejlepší skladatel                       | Dustin O'Halloran a Hauschka                                                             | nominace  |
| Oscar                                         | 26. února 2017     | Nejlepší kamera                          | Greig Fraser                                                                             | nominace  |
| San Diego Film Critics Society                | 12. prosince 2016  | Nejlepší herečka ve vedlejší roli        | Nicole Kidmanová                                                                         | nominace  |
| San Diego Film Critics Society                | 12. prosince 2016  | Nejlepší adaptovaný scénář               | Luke Davies                                                                              | nominace  |
| Satellite Awards                              | 19. února 2017     | Nejlepší film                            | Lion                                                                                     | nominace  |
| Satellite Awards                              | 19. února 2017     | Nejlepší herec ve vedlejší roli          | Dev Patel                                                                                | nominace  |
| Satellite Awards                              | 19. února 2017     | Nejlepší herec v hlavní roli             | Nicole Kidmanová                                                                         | nominace  |
| Satellite Awards                              | 19. února 2017     | Nejlepší adaptovaný scénář               | Luke Davies                                                                              | nominace  |
| Satellite Awards                              | 19. února 2017     | Nejlepší střih                           | Alexandre de Franceschi                                                                  | nominace  |
| Toronto International Film Festival           | 18. září 2016      | Ocenění publika                          | Lion                                                                                     | 2. místo  |
| Washington D.C. Area Film Critics Association | 5. prosince 2016   | Nejlepší mladý herec                     | Sunny Pawar                                                                              | nominace  |
| Washington D.C. Area Film Critics Association | 5. prosince 2016   | Nejlepší adaptovaný scénář               | Luke Davies                                                                              | nominace  |
| Zlatý glóbus                                  | 8. leden 2017      | Nejlepší film – drama                    | Lion                                                                                     | nominace  |
| Zlatý glóbus                                  | 8. leden 2017      | Nejlepší herec ve vedlejší roli – film   | Dev Patel                                                                                | nominace  |
| Zlatý glóbus                                  | 8. leden 2017      | Nejlepší herečka ve vedlejší roli – film | Nicole Kidmanová                                                                         | nominace  |
| Zlatý glóbus                                  | 8. leden 2017      | Nejlepší skladatel                       | Dustin O'Halloran a Hauschka                                                             | nominace  |